# Édouard Werlé
Mathieu Édouard Werlé (né Eduard Werler), né à Wetzlar, diocèse de Trèves (alors occupé par les troupes françaises pendant la Première République française) le 30 octobre 1801, mort à Reims, en son hôtel au 18, rue du Marc, le 6 juin 1884, est un homme d'affaires et un homme politique français d'origine prussienne, du XIXe siècle.

## Biographie

### Carrière professionnelle
Mathieu Édouard Werlé, vient à Reims en 1821 où il est embauché, par Mme Clicquot, comme employé de commerce dans la maison de vins de Champagne Veuve Clicquot-Ponsardin. Ses qualités professionnelles et son entente avec sa patronne lui permettent de gravir les échelons dans l'entreprise : il devient directeur commercial, puis associé de Mme Clicquot. Par ses heureuses initiatives, il sait donner à cette affaire une extension considérable : il conquiert de nouveaux marchés en Grande-Bretagne et aux États-Unis. Au décès de Nicole Clicquot-Ponsardin en juillet 1866, il devient le patron de la société. Ses pairs le font monter, dès 1846, au tribunal de commerce de Reims et l’élève par trois fois à la présidence (1846-1849). La Chambre de commerce le compte longtemps parmi ses membres, et, quelque temps avant sa mort, le Syndicat des Vins de Champagne, rendant un nouvel hommage à celui qui avait porté si haut le drapeau commercial de Reims, lui confère la présidence honoraire de l’Association.
Edouard Werlé est naturalisé français en 1831.

### La Maison Clicquot-Ponsardin

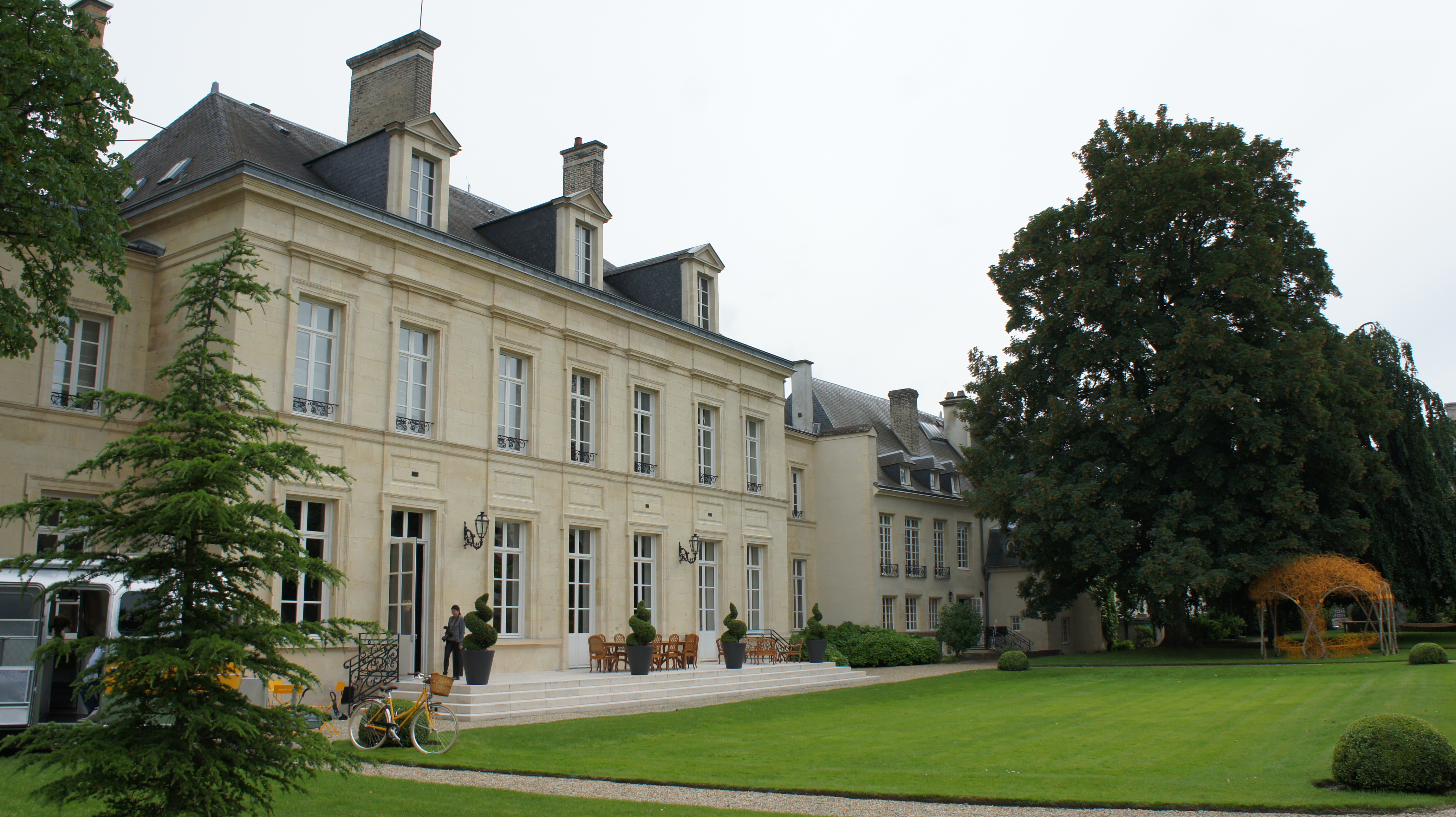
L'hôtel particulier du Marc qu'il se fit construire sur un terrain de Mme Clicquot, vue de la façade nord sur jardin.

Werlé entre au conseil municipal de Reims en 1843 et y demeure jusqu’en 1868, c’est-à-dire pendant 25 ans. Il fait partie, en 1849, par « rang d’inscription au tableau », de la commission municipale provisoire et est nommé maire de Reims en 1852 : il garde ses fonctions jusqu’en 1868. Il est d'autre part conseiller général du 2e canton de Reims. Bien que rallié au Second Empire, il échoue au Corps législatif, dans la 3e circonscription de la Marne, le 22 juin 1857, contre à l'élu officiel, M. Carteret, au général Cavaignac et M. Dérodé, ancien représentant.
Il est élu, dans la même circonscription, comme candidat du gouvernement, le 9 mars 1862, en remplacement de M. Carteret, décédé, contre M. Ruinart de Brimont, est réélu, le 1er juin 1863 et le 24 mai 1869, contre M. J. Simon et M. Paris. Il prend place dans la majorité dynastique, et vote, le 15 juillet 1870, les crédits pour la guerre contre la Prusse. Il rentre après le « 4 septembre » dans la vie privée. Décédé en 1884, il repose au Cimetière du Nord.

## Vie familiale

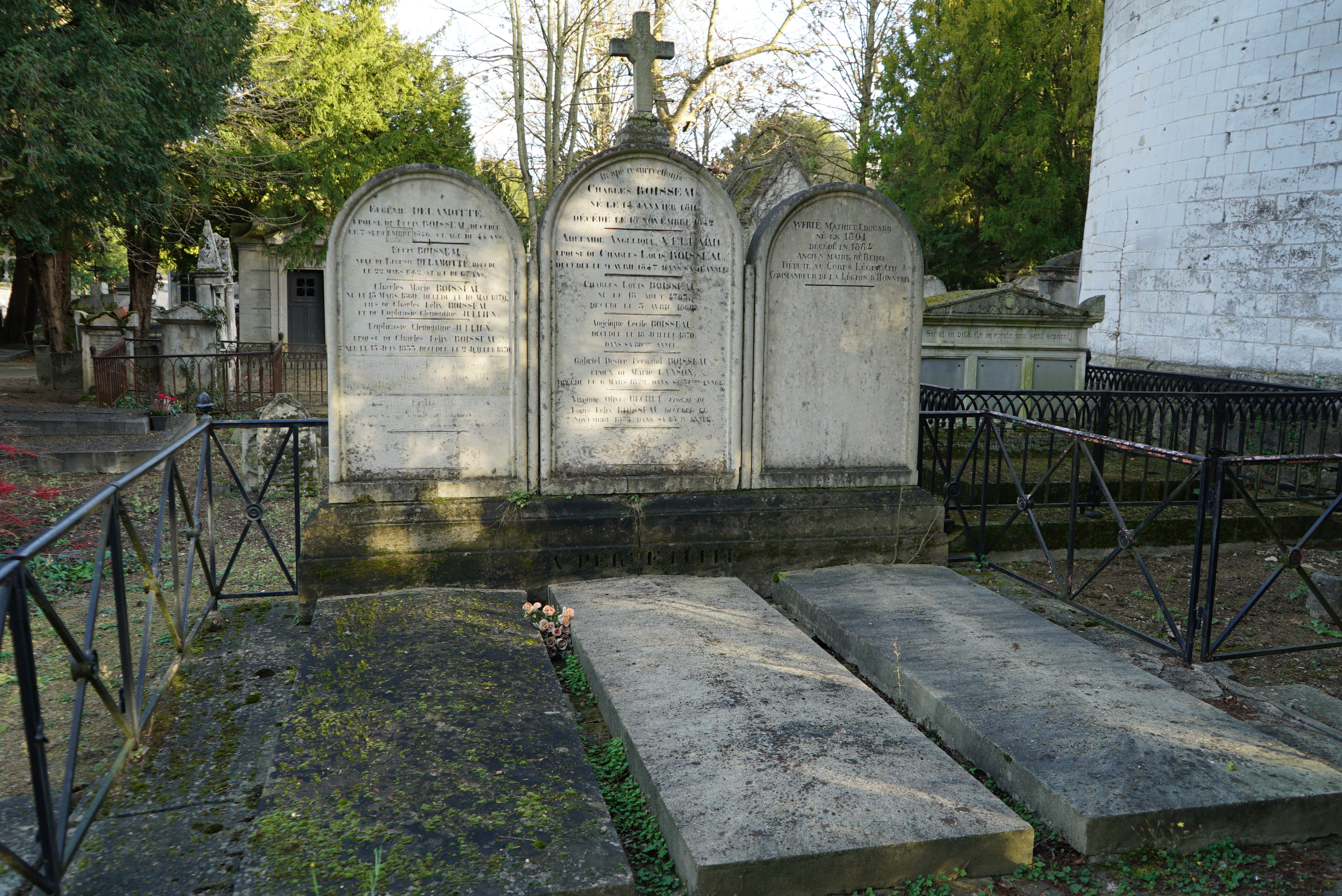
Concession familiale.

Il avait épousé, à Reims en 1836, Louise Émilie Boisseau (30 août 1815 † 19 août 1876).
« [...] Issue d’une ancienne famille rémoise, Mme Werlé était une femme très charitable et surtout très modeste, aimant à faire le bien sans ostentation et sans bruit.
D’un abord très facile et doux, elle ranimait toujours par des paroles bienveillantes les pauvres qui dans le besoin venaient lui demander assistance ; aussi était-elle aimée des classes indigentes, qu’elle secourait toujours de sa bourse. Le lendemain de sa mort, M. Werlé a donné au bureau de bienfaisance 2 000 fr. pour faire distribuer des vivres aux indigents.
Il a également fait don de 100 000 fr. à la Maison de Retraite pour l’agrandissement de cet hospice des vieillards. »
— Eugène Dupont, La Vie rémoise (lire en ligne)
Ensemble, ils eurent :
- Charles Alfred (23 septembre 1837 - Reims † 24 mai 1907 - Reims), 1er comte Werlé (titré comte romain en 1886, par Léon XIII), négociant, directeur la maison de vins de Champagne Veuve Clicquot-Ponsardin, consul de Russie à Reims, commandeur de l'Ordre de Pie IX, commandeur de l'Ordre de Charles III d'Espagne, marié, le 6 juillet 1865 à Paris, avec Mathilde (1846-1925), fille de Louis Napoléon Lannes, duc de Montebello, dont postérité ;
- Angélique Gabrielle Mathilde (10 avril 1840 - Reims † 1914), mariée, le 1er février 1859 à Reims, avec Alfred Magne (1834-1878), trésorier-payeur du Loiret[12], chef de cabinet de son père ministre des finances Pierre Magne, dont postérité.

## Distinctions
- Commandeur de la Légion d'honneur. Officier(11 avril 1858) puis commandeur de la Légion d'honneur (24 juin 1865)[13], président de l’Association des Légionnaires ;
- Officier de l'Instruction publique
- Commandeur de l'Ordre de Saint-Grégoire-le-Grand

En son hommage, la rue Henriot à Reims est rebaptisée, en 1887, rue Werlé.

### Source
- « Werlé (Mathieu-Édouard) », dans Adolphe Robert et Gaston Cougny, Dictionnaire des parlementaires français, Edgar Bourloton, 1889-1891 [détail de l’édition] [texte sur Sycomore]
- Edouard Werlé, négociant en vins de Champagne, maire de la ville de Reims, député au corps législatif (31 octobre 1801-6 juin 1884), Georges Lallemand, Société des amis du Vieux Reims, 1954 sur Gallica
- Eugène Dupont, La Vie rémoise : 1877-1880, Reims, Jean-Yves Sureau, 2005, 422 p. (ISBN 978-2-9525442-0-7, OCLC 493365870, lire en ligne)